# Zeche Julia
Die Zeche Julia war ein Steinkohlenbergwerk auf dem Gebiet der Stadt Herne im Stadtteil Baukau. Von 1869 bis 1889 wurde sie unter dem Namen Zeche Barillon geführt. Nach Schließung des Bergwerks wurde im Jahr 1964 auf dem Bergwerksgelände der Herner Großmarkt eingerichtet.

## Geschichte

### Die Anfänge
In der Mitte des 19. Jahrhunderts legten der Kaufmann Wilhelm Endemann und die Bauern Abendroth und Sandforth eine Mutung für die Felder Julia, Julia I und Bibania I ein. Die Verleihung für die Felder Julia, Julia I und Bibania I erfolgte 1857. Bereits im Jahr 1858 wurde der Muter Endemann auf den verliehenen Grubenfeldern fündig. Am 1. März des Jahres 1867 erwarb die Société civile belge des Charbonnages d’Herne-Bochum das Bergwerkseigentum. Noch im selben Jahr wurde mit den Teufarbeiten für den Schacht 1 begonnen. Im Jahr darauf erreichte der Schacht bei einer Teufe von 180 Metern das Steinkohlegebirge. Im selben Jahr wurde bei einer Teufe von 203 Metern (−153 m NN) die 1. Sohle nach Süden angesetzt. Diese Sohle blieb jedoch ohne Bedeutung und wurde später auch nicht mehr in den Unterlagen erwähnt. Anschließend wurde bei einer Teufe von 213 Metern (−163 m NN) die 1. Sohle nach Norden angesetzt. Diese Sohle wurde später auch als 210-Meter-Sohle bezeichnet. Im Jahr 1869 erfolgte die Umbenennung in Zeche Barillon. Der Name des Barillon stammt aus dem Französischen und bedeutet zu deutsch „Großes Faß“.

### Betrieb als Zeche Barillon
Im Jahr 1869 wurde der Schacht 1 umbenannt in Schacht Barillon. Nachdem der Schacht bis auf eine Teufe von 133 Lachter geteuft worden war, wurden die Teufarbeiten für die letzten 17 Lachter gestundet, um zunächst die Wasserhaltungspumpen installieren zu können. Im selben Jahr wurde zunächst die 2. Sohle bei einer Teufe von 122 Lachter (255 Meter) angesetzt, danach die 1. Sohle. Die 2. Sohle befand sich bei −204 Meter NN. Für die Wasserhaltung wurden im selben Jahr ein Saugsatz mit einem Durchmesser von elf Zoll und einer Höhe von 30 Lachter, sowie ein Drucksatz mit einem Durchmesser von 17 Zoll und einer Höhe von 100 Lachter installiert. Der Schacht wurde mit einem Fördergerüst aus Stahl ausgestattet. Der Schacht Barillon war im Ruhrrevier der erste Schacht, der ein Fördergerüst aus Stahl erhielt. Außerdem wurde über Tage eine Kokerei mit 50 Smet’schen Öfen fertig gestellt, einem Koksofen, der 1849 vom belgischen Ingenieur Smet in Charleroi konstruiert worden war, als „four Smet“ (franz.: Smet-Ofen) bekannt wurde und schon ab 1850 auch im Ruhrrevier eingesetzt wurde.’ Im selben Jahr wurde mit der Förderung begonnen. Das Bergwerk gehörte zu diesem Zeitpunkt zum Bergrevier Bochum. Im Jahr 1870 wurden die Teufarbeiten an Schacht Barillon weiter fortgeführt. Im selben Jahr erreichte der Schacht eine Teufe von 329 Metern. Das Bergwerk gehörte zu diesem Zeitpunkt zum Bergrevier Recklinghausen. Am 7. März ereignete sich eine Schlagwetterexplosion, bei der fünf Bergleute ums Leben kamen. Im Jahr 1872 wurde bei einer Teufe von 308 Metern (−257 m NN) die 3. Sohle angesetzt.
Am 4. Mai des Jahres 1872 brach auf dem Zechenplatz ein Feuer aus, das sehr schnell größer wurde und durch die entstehenden Brandgase die unter Tage arbeitenden Bergleute gefährdete. Das Feuer schlug auch auf die Förderseile über und brannte sie durch, sodass beide Förderkörbe in den Schachtsumpf stürzten. Auch das Fördergerüst und alle an den Schacht angrenzenden Gebäude wurden zerstört. 16 Bergleute, die unter Tage eingeschlossen waren, konnten zur Wettersohle flüchten und wurden von dort später gerettet. Aufgrund der Folgen des Brandes wurde die Förderung bis Anfang 1873 eingestellt. Die Reparatur der Brandschäden dauerte noch bis zum Jahr 1875 an. Im Jahr 1875 wurde die Aufbereitung in Betrieb genommen. Da die Eigentümergesellschaft Société civile belge des Charbonnages d’Herne-Bochum nach preußischem Recht nicht als juristische Person galt, wurde sie am 20. August 1875 in eine Aktiengesellschaft umgewandelt, die Société anonyme belge des Charbonnages d’Herne-Bochum.
Im Januar 1877 entstand ein größerer Defekt an der Wasserhaltung, sodass das Bergwerk bis über die 2. Sohle absoff. Im Dezember desselben Jahres wurde der Schacht gesümpft. Im Jahr 1879 hatte das Bergwerk eine eigene Kokerei. Im Jahr 1880 erfolgte der Durchschlag zur Zeche Providence (Zeche Von der Heydt). Am 27. August ereignete sich eine erneute Schlagwetterexplosion, bei der sieben Bergleute ums Leben kamen. 1884 erfolgte der Durchschlag zur Zeche Clerget (Zeche Recklinghausen). Im Jahr 1886 wurde damit begonnen, einen Wetterschacht, den späteren Schacht 3, neben Schacht Barillon zu teufen. Ab dem Jahr 1888 war der Wetterschacht bis zur 2. Sohle in Betrieb. Vom 8. Mai bis zum 28. Mai des Jahres 1889 kam es auf dem Bergwerk zu einem Streik. Grund waren die schlechten Löhne. Aufgrund des Streikes rückte das Militär in Herne ein. Am Ende des Streiks konnten die Bergleute ihre Forderungen durchsetzen. Am 9. November desselben Jahres erwarb die Harpener Bergbau AG die Zeche Barillon.

### Die weiteren Jahre
Noch im Jahr 1889 wurde das Bergwerk wurde wieder umbenannt in Zeche Julia. Zu diesem Zeitpunkt war der Wetterschacht mittlerweile bis zur 2. Sohle in Betrieb. Im selben Jahr wurden die Teufarbeiten im Schacht 1 wieder aufgenommen und der Schacht wurde tiefer geteuft. Bei einer Teufe von 399 Metern (−348 m NN) wurde die 4. Sohle angesetzt. Außerdem wurde die Kokerei in Betrieb genommen. Im Jahr 1892 wurde das Bergwerk mit der Zeche Von der Heydt durchschlägig. Im selben Jahr wurde ab der 4. Sohle ein Blindschacht geteuft und über den Blindschacht bei einer Teufe von 464 Metern (−348 m NN) die 5. Sohle angesetzt. Im Jahr 1897 wurde die Kokerei umgebaut. Im selben Jahr wurde unter Tage ein weiterer Blindschacht abgeteuft. Der Blindschacht war geplant als Hilfsförderschacht für den Hauptschacht. Nach 53 Metern wurde mit dem Blindschacht das Flöz Präsident durchörtert. Das Bergwerk gehörte mittlerweile zum Bergrevier Herne. Im Jahr 1898 waren auf der Zeche Julia sechs Flöze in Verhieb, die Mächtigkeit dieser Flöze lag zwischen 0,9 und 2,2 Metern. Vier der in Bau befindlichen Flöze waren mit reiner Kohle, die restlichen zwei Flöze hatten einen Bergeanteil von 0,2 bis zu 0,5 Metern. Im Jahr 1903 wurde mit den Teufarbeiten für den Schacht Julia 2 begonnen. Der Schacht wurde neben Schacht 1 angesetzt. Im Jahr darauf erreichte der Schacht 2 bei einer Teufe von 180 Metern das Karbon. Im selben Jahr wurden die Teufarbeiten im Schacht 1 wieder aufgenommen und der Schacht wurde bis zur 5. Sohle tiefer geteuft. Im Jahr 1905 wurde Schacht 2 mit der 4. Sohle durchschlägig.
Ab dem Jahr 1905 wurden auf dem Bergwerk in der Streckenförderung benzingetriebene Grubenlokomotiven eingesetzt. Die ersten Loks wurden auf der 4. Sohle eingesetzt, sie hatten eine Leistung von zwölf PS und konnten bis zu einer Steigung von 1:250 verwendet werden. Im Jahr 1906 wurde der Schacht 2 mit der 5. Sohle durchschlägig. Im Jahr 1907 waren die Teufarbeiten an Schacht 2 beendet. Noch im selben Jahr wurde im Schacht 2 mit der Förderung begonnen. Außerdem wurden in diesem Jahr in Schacht 1 durchgreifende Reparaturmaßnahmen durchgeführt. Im darauffolgenden Jahr ging Schacht 1 wieder in Förderung. In der Streckenförderung wurden zu dieser Zeit Veränderungen an den Förderwagen eingeführt. Um die Wagenabstände in den einzelnen Zugverbänden zu verringern, wurden kleinere Verbindungsknebel an den Förderwagen eingesetzt. Für die gleislose Förderung wurden im Jahr 1912 zum ersten Mal Schüttelrutschen eingesetzt. 1914 entstand mit Eröffnung des Rhein-Herne-Kanals der Hafen Julia an dessen Nordseite (51° 33′ 5″ N, 7° 10′ 55″ O). Die Anbindung der Zeche erfolgte zunächst durch eine Drahtseilbahn. Im Jahr 1915 wurde die Förderung im Schacht 1 eingestellt. 1918 übernahm die Zeche Julia die Förderung der Zeche Von der Heydt. Während der Revolution am 9. November desselben Jahres kam es auf der Zeche Julia nur zu wenigen Störungen. Im Jahr 1925 wurde der Schacht 3 bis zur 3. Sohle in Betrieb genommen. Im Jahr 1928 wurden die Zechen Julia und Von der Heydt zusammengelegt. Der Tagesbetrieb von Von der Heydt wurde stillgelegt, die Schächte 1 und 2 der Zeche Von der Heydt blieben zur Bewetterung weiter in Betrieb. Am 1. Oktober desselben Jahres wurde die Kokerei stillgelegt.

### Die letzten Jahre
Im Jahr 1931 wurde eine gemeinsame Zentralaufbereitungsanlage mit der Zeche Recklinghausen II am Hafen Julia eingerichtet. Im Jahr 1933 wurden die Teufarbeiten an Schacht 2 wieder aufgenommen und der Schacht wurde tiefer geteuft. Im Jahr 1935 wurde bei einer Teufe von 566 Metern (−515 m NN) die 6. Sohle angesetzt. Im November des Jahres 1937 wurde die Kokerei wieder in Betrieb genommen. Im Jahr 1940 wurde der Schacht 1 bis zur 6. Sohle in Betrieb genommen. Im Zweiten Weltkrieg wurde die Zeche Julia durch Luftangriffe im Jahr 1944 stark zerstört. Nach dem Zweiten Weltkrieg wurde die Zeche Julia im Jahr 1945 von den alliierten Besatzungsmächten beschlagnahmt. In der Folgezeit wurden auf allen Ruhrzechen die nationalsozialistischen Vertrauensleute durch frei gewählte Betriebsräte ersetzt. Auf der Zeche Julia führte zwar noch ein nationalsozialistischer Vertrauensrat das Protokoll auf der konstituierenden Sitzung des neu gewählten Betriebsrates. Ab der darauffolgenden Betriebsratssitzung war der Vertrauensrat von der Sitzung ausgeschlossen. Im Januar des Jahres 1947 wurde die Kokerei erneut stillgelegt. Im Jahr 1950 wurde der Name des Bergwerks in Zeche Julia/Von der Heydt geändert. Im März des Jahres 1951 kam es in der Streckenförderung zu einem schweren Unfall. Beim Umsetzen von Leerwagen riss das Haspelseil und verletzte einen Fördermann tödlich. Im Jahr 1952 wurden Feldesteile des Bergwerks an die Gewerkschaft Wisoka verpachtet. Im Jahr 1954 wurde auf der 5. Sohle ein Durchschlag mit der Zeche Recklinghausen erstellt. Gegen Ende der 1950er Jahre kam es zu ersten Absatzschwierigkeiten der auf Julia geförderten Kohlen. Aus diesem Grund beschloss die Werksleitung, die Anlage Julia mit weiteren Bergwerken zu einer Großschachtanlage zusammenzulegen. Am 1. Januar des Jahres 1957 erfolgte ein Verbund mit der Zeche Recklinghausen als Zeche Julia-Recklinghausen. Am 15. Juni des Jahres 1961 wurden die Tagesanlagen von Julia stillgelegt. Ab dem 30. Juni desselben Jahres wurde die Förderung auf dem Betriebsteil Julia stillgelegt, die Kohlen wurden unter Tage zur Zeche Recklinghausen gefördert. Anschließend erfolgte die komplette Förderung an der Schachtanlage Julia-Recklinghausen II. Die Schächte 2 und 3 der Zeche Julia in Herne wurden 1965 aufgegeben und später verfüllt. Der Schacht 1 wurde 1966 aufgegeben und verfüllt.

## Förderung und Belegschaft
Die ersten Belegschaftszahlen des Bergwerks stammen aus dem Jahr 1869. In diesem Jahr hatte das Bergwerk eine Belegschaftsstärke von 220 Beschäftigten, es wurden 6928 Tonnen Steinkohle gefördert. 1870 stieg die Förderung an bis auf 51.441 Tonnen. Die Belegschaftsstärke lag bei 424 Beschäftigten. 1875 erneuter Anstieg der Jahresförderung auf 99.464 Tonnen Kohle. Diese Förderung wurde mit 567 Beschäftigten erbracht. Im Jahr 1880 nochmaliger Förderanstieg, es wurden mit 421 Beschäftigten 163.553 Tonnen Steinkohle gefördert. Auf dem Bergwerk wurden gute Schmiedekohlen und ziemlich gute Fettkohlen gefördert. Fünf Jahre später waren auf dem Bergwerk 775 Bergleute beschäftigt, die Förderung stieg an auf 283.553 Tonnen. Im Jahr 1888 stieg die Förderung erneut auf 285.637 Tonnen Steinkohle. Diese Förderung wurde mit 759 Beschäftigten erbracht. Im Jahr 1890 wurde mit 1000 Beschäftigten eine Förderung von rund 303.000 Tonnen Steinkohle erbracht. Im Jahr 1895 wurde eine Förderung von 264.479 Tonnen Steinkohle erbracht, die Belegschaftsstärke lag in diesem Jahr bei 982 Beschäftigten. Im Jahr 1900 wurde eine Förderung von mehr als 413.000 Tonnen Steinkohle erbracht, die Belegschaftsstärke betrug 1186 Beschäftigte.
Im Jahr 1905 sank die Förderung auf 364.866 Tonnen, die Belegschaftsstärke lag bei 1355 Beschäftigten. Im Jahr 1910 stieg die Förderung auf 451.351 Tonnen Steinkohle. Diese Förderung wurde mit 1542 Beschäftigten erbracht. Im Jahr 1913 überschritt die Förderung zum ersten Mal die 500.000 Tonnen Marke. In diesem Jahr wurde eine Förderung von 539.822 Tonnen Steinkohle erbracht, die Belegschaftsstärke lag in diesem Jahr bei 1777 Beschäftigten. Im Jahr 1920 sank die Förderung auf 460.774 Tonnen, die Belegschaftsstärke lag bei 2274 Beschäftigten. Im Jahr 1925 wurde eine Förderung von 471.355 Tonnen Steinkohle erbracht, die Belegschaftsstärke betrug 1719 Beschäftigte. Im Jahr 1930 wurden mit 1855 Beschäftigten rund 564.000 Tonnen Steinkohle gefördert. Im Jahr 1935 wurde eine Förderung von 571.763 Tonnen Steinkohle erbracht, die Belegschaftsstärke betrug 1236 Beschäftigte. Die höchste Förderung wurde im Jahr 1939 erbracht. In diesem Jahr wurden 815.000 Tonnen Steinkohle gefördert, die Belegschaftsstärke lag bei 1996 Beschäftigten. Im Jahr 1945 sank die Förderung auf 173.160 Tonnen, die Belegschaftsstärke lag bei 1397 Beschäftigten. Im Jahr 1949 stieg die Förderung an bis auf rund 577.000 Tonnen Steinkohle. Die Belegschaftsstärke lag bei 2294 Beschäftigten. Dies sind die letzten bekannten Förder- und Belegschaftszahlen.

## Schachtkoordinaten
- Schacht 1: 51° 32′ 33,1″ N, 7° 11′ 34″ O
- Schacht 2: 51° 32′ 28,3″ N, 7° 11′ 30″ O
- Wetterschacht 3: 51° 32′ 34,9″ N, 7° 11′ 36,2″ O

## Heutiger Zustand
Das ehemalige Zechengelände befindet sich an der Juliastraße. Vorhanden sind (Stand 2008) ein Teil der Zechenmauer, etwas umgebaut, aber noch zu erkennen, das Maschinenhaus (51° 32′ 33,7″ N, 7° 11′ 34,8″ O) vom Schacht 1, in dem sich eine Autowerkstatt befindet. Dahinter befindet sich die Abdeckung vom Wetterschacht 3 und die Turnhalle (51° 32′ 34,8″ N, 7° 11′ 38,4″ O). Rechts vom Maschinenhaus steht eine Halle der Ammoniakfabrik. Vor dem Maschinenhaus sind der abgedeckte Schacht 1 und die Elektrozentrale zu sehen. Am Parkplatz eines Warenhauses neben dem Großmarkt ist der mit einem Hinweisschild versehene Schacht 2 zu erkennen. 1964 wurde auf dem ehemaligen südöstlichen Teil des Zechengeländes der Herner Großmarkt eröffnet (51° 32′ 26,2″ N, 7° 11′ 37″ O). Der ursprünglich für den Abtransport der Kohle angelegte Hafen Julia wird heute für die Anlieferung von Steinkohle zum Kraftwerk Herne Baukau genutzt.